# 출동! 지구특공대
《출동! 지구특공대》(Captain Planet and the Planeteers)는 생태주의를 다루는 미국(DIC 엔터테인먼트)과 대한민국(세영동화/새롬 애니메이션/프러스원 애니메이션/동우에이앤이/동양동화)이 합작한 애니메이션으로, 테드 터너와 로버트 라킨 3세의 아이디어에 기반을 둔다. 미국에서는 "Captain Planet and the Planeteers"(캡틴 플래닛과 지구 용사들)이라는 제목으로 1990년부터 방영하기 시작하였고, 그 뒤의 새로운 시리즈인 "The New Adventures of Captain Planet"(캡틴 플래닛의 새로운 모험)이라는 주제로 모두 여섯 시즌에 걸쳐 113화 분량이 방영되었다. 대한민국에서는 "출동 지구특공대"라는 제목으로 1993년에 KBS를 통하여 방영되었다.

## 등장 인물
- 캡틴 플래닛
- 가이아
- 콰미
- 휠러 (윌러)
- 링카
- 지 (진)
- 마티
- 블라이트 박사
- 그리들리
- 뉴켐
- 플런더
- 스컴
- 슬렂
- 잠
- 캡틴 폴루션